# Stephanie Wheeler

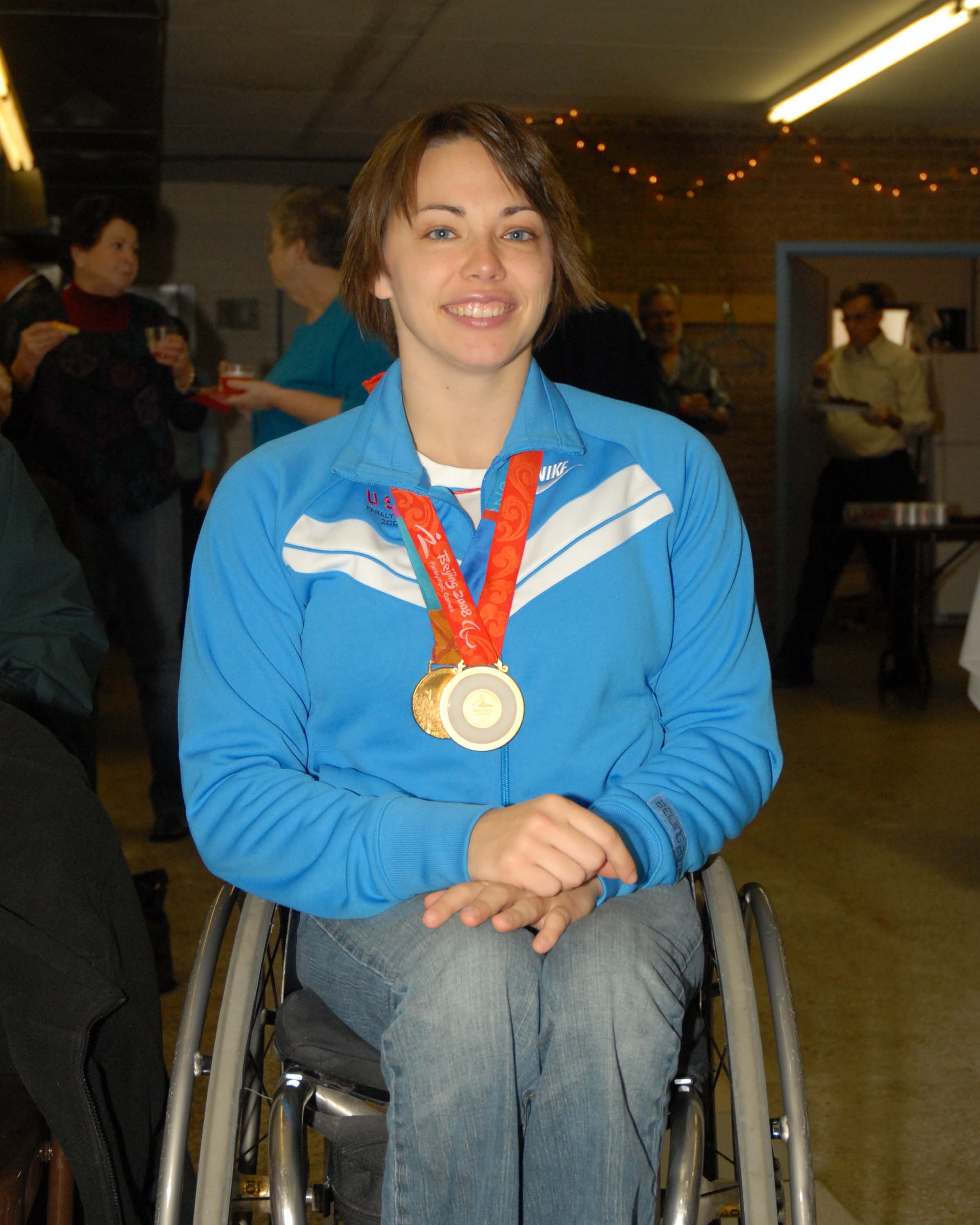
Stephanie Wheeler, 2008

Stephanie Wheeler (* 16. Januar 1981 in Norlina, North Carolina) ist eine US-amerikanische Rollstuhlbasketballspielerin.
Wheeler studierte an der University of Illinois, wo sie einen Bachelor-Abschluss in Kinesiologie erhielt. Während ihrer Zeit an der University of Illinois wurde sie dreimal nationaler Meister mit der universitätseigenen Rollstuhlbasketballmannschaft. Derzeit bereitet sie ihre Doktorarbeit an der University of Alabama vor. Wheeler ist dort Mitglied der Rollstuhlbasketballmannschaft der Lehranstalt und fungiert als Spielerin und Assistenztrainerin.
2004 und 2008 gewann sie bei den Paralympischen Spielen mit der US-Rollstuhlbasketballmannschaft der Frauen jeweils eine Goldmedaille.
Wheelers Heimartort ist derzeit Tuscaloosa, Alabama.

## Erfolge
- 2002: Silber – IWBF Gold Cup in Kitakyushu, Japan
- 2004: Gold – Sommer-Paralympics in Athen
- 2006: Silber – IWBF Gold Cup (World Championships) in Amsterdam
- 2007: Gold – Parapan American Games in Rio de Janeiro
- 2008: 1. Platz – Tournament MVP, All-Tournament Team member – Osaka Cup in Osaka, Japan
- 2008: 1. Platz – Joseph F. Lyttle World Basketball Challenge in Warm Springs, Georgia
- 2008: 1. Platz – North American Cup in Birmingham, Alabama
- 2008: Gold – Sommer-Paralympics in Peking